# 凱姆斯峽谷 (亞利桑那州)
凱姆斯峽谷（英語：Keams Canyon）是位於美國亞利桑那州納瓦霍縣的一個人口普查指定地區。根據2010年美國人口普查，該地人口為304人，而該地的面積約為43.12平方千米。

## 地理
凱姆斯峽谷的座標為35°48′46″N 110°12′15″W / 35.81278°N 110.20417°W，而該地最高點為海拔高度1885米（即6185英尺）。